# Гриффин, Чарльз
Чарльз Гриффин (англ. Charles Griffin; 18 декабря 1825 — 15 сентября 1867) — американский военный, генерал армии Союза во время гражданской войны в США. Дослужился до уровня корпусного командира и участвовал во многих кампаниях войны на восточном театре. В годы реконструкции командовал Техасским Департаментом.

## Ранние годы
Гриффин родился в Гренвилле, в штате Огайо, в семье Аполлоса Гриффина. Он окончил Кенион-Колледж в Гэмбиере, затем поступил в военную академию Вест-Пойнт, которую окончил 23-м по успеваемости в классе 1847 года. Его определили временным вторым лейтенантом во 2-й артиллерийский полк и он успел принял участие в последних боях мексиканской войны.
30 июня 1849 года получил звание первого лейтенанта. Служил на Территории Нью-Мексико, до 1854 года воевал с индейцами Навахо, потом был переведен на юго-западную границу. С 11 сентября 1860 по 7 января 1861 преподавал в Вест-Пойнте артиллерийское дело. Уже в первые дни войны, 25 апреля 1861 года, получил звание капитана.

## Гражданская война
Когда началась гражданская война, Гриффин сформировал артиллерийскую батарею из учеников Вест-Пойнта. Она была оформлена как батарея «D» 5-го артиллерийского полка и неформально называлась «West Point Battery». Летом 1861 года она была включена в дивизию Дэвида Хантера. Во время Первого сражения при Булл-Ран батарея Гриффина (5 орудий) и батарея Рикеттса (6 орудий) поддерживали огнём атаку федеральной армии на холм Мэтьюз. Затем, когда командование решило возобновить наступление, Гриффину было приказано приблизиться к противнику и занять позиции прямо на холме Генри. В итоге 11 федеральных орудий завязали артиллерийскую дуэль с 16 орудиями южан на дистанции 270 метров. Гриффин решил перебросить две гаубицы на правый фланг, чтобы открыть анфиладный огонь по противнику — и около 15:00 эти орудия были атакованы 33-м Вирджинским полком, солдаты которого носили голубую форму, и это сбило с толку Гриффина. Прикрывающий батарею полк «огненных зуавов» был атакован и рассеян кавалерией Стюарта, и в итоге орудия Гриффина были захвачены, что потом привело и к захвату соседней батареи Рикеттса. После этого сражение на этом участке превратилось в битву за батареи, которые несколько раз переходили из рук в руки.
Точный состав батареи Гриффина в том бою неизвестен. По одним данным, батарея состояла из двух 10-фунтовых Парротов, двух 6-фунтовых орудий и двух 12-фунтовых гаубиц; по другим — из четырёх 10-фунтовых Парротов и двух 12-фунтовых гаубиц.
21 июля 1861 года Гриффин получил временно звание майора за отличие при Булл-Ран.
В конце года он взял небольшой отпуск и 10 декабря 1861 года женился на Салли Кэролл из знатной мерилендской семьи.
Гриффин продолжал командовать своей батареей на ранней стадии кампании на полуострове. 9 июня 1862 года он стал командовать пехотной бригадой (2-й бригадой 1-й дивизии V корпуса) - бывшей бригадой Эберкомби, раненого при Севен-Пайнс. Бригада состояла из четырёх пехотных полков:
- 9-й Массачусетский пехотный полк, полковник Томас Касс
- 4-й Мичиганский пехотный полк, полковник Дуайт Вудбери
- 14-й Нью-Йоркский пехотный полк, полковник Джеймс Маккуад
- 62-й Пенсильванский пехотный полк, полковник Самуэль Блэк (убит 29 июня), потом полковник Джейкоб Швейцер

Гриффин отличился в сражениях при Гейнс-Милл и Малверн-Хилл. Во время второго сражения при Булл-Ран его бригада числилась в составе дивизии Морелла и стояла в резерве. Поскольку V корпус практически не был задействован в мерилендской кампании, то и бригада Гриффина так же не вводилась в бой.
В декабре 1862 года Гриффин сдал бригаду Швейцеру и стал командиром дивизии Морелла, отстранённого от командования (1-й дивизии Пятого корпуса), которая состояла из бригад Джеймса Барнса, Джекоба Швейцера и Томаса Стоктона. Он принял участие в сражении при Фредериксберге, где его дивизия атаковала каменную стену у высот Мари, причем именно тогда, когда бессмысленность этой атаки была уже очевидна.
К тому времени Баттерфилд, чувствуя необходимость что-нибудь предпринять, уже направил в атаку дивизию под началом Чарльза Гриффина. Южане, построившиеся за каменной стеной в четыре шеренги, только этого и ждали. Правда, они не могли теперь вести огонь все сразу, но зато задние ряды перезаряжали винтовки и передавали их передним, что увеличило скорость стрельбы примерно вдвое. В результате пятая атака северян захлебнулась всего за несколько минут, и разбитая дивизия Гриффина быстро откатилась на исходные рубежи.
В мае 1863 года Гриффин командовал своей дивизией в сражении при Чанселорсвилле, но серьезных боев на его участке не произошло. Тем не менее после сражения (15 мая) он взял отпуск по состоянию здоровья, передав дивизию Джеймсу Барнсу. Из-за этого он пропустил геттисбергскую кампанию и вернулся к дивизии только 3 июля, в последние часы сражения при Гетисберге.
С 24 октября по 3 ноября он снова был в отпуске по болезни, а с 3 ноября по 3 апреля 1864 года находился на службе при военном трибунале. 3 апреля он вернулся к командованию дивизией, которая теперь входила в состав V корпуса генерала Уоррена. Когда началась Оверлендская кампания и корпус Уоррена вошёл в лесной массив Глушь, дивизия Гриффина шла последней. Она стояла на дороге Оринж-Тенпайк и собиралась уже уходить вслед за остальными дивизиями корпуса на юг, как вдруг на дороге с запада появилась армия противника. Началось сражении в Глуши. Командование приостановило марш на юг и приказало Гриффину атаковать противника. Гриффин стал возражать; он не хотел атаковать неизвестной численности противника, имея открытым правый фланг. Он предлагал дождаться подхода корпуса Горацио Райта. Возражали и его бригадные генералы. Но под давлением со стороны Мида и Уоррена, он всё же начал атаку. Эта атака была отбита с тяжёлыми потерями.
Гриффин прибыл в штаб, где застал Гранта и Мида. С гневом на лице он громко объявил, что он прорвал линию противника, но генерал Райт так и не поддержал его атаку, а затем отступил и Уодсворт, отчего он вынужден был отступить. Явное нарушение субординации удивило Гранта, который сказал Миду: «Кто этот генерал Грегг? Вам бы надо его арестовать». Но обыкновенно вспыльчивый Мид отреагировал странно: он подошёл к Гранту, застегнул на мундире главнокомандующего несколько пуговиц и очень спокойно сказал: «Это Гриффин, а не Грегг. И это только его манера разговаривать».  
6 мая Гриффин награждён временным званием подполковника регулярной армии.
1 августа 1864 года Гриффину присвоили временное звание генерал-майора добровольческой армии за сражения в Глуши, при Спотсильвейни, и за штурм Петерсберга.
Незадолго до конца войны, 1 апреля 1865 года, он стал командиром V корпуса, сменив Говернора Уоррена (которого отстранили за нерешительность в сражении при Файв-Фокс). Он участвовал в Аппоматтоксской кампании и присутствовал при капитуляции генерала Ли про Аппоматтоксе.

## Послевоеная деятельность
После войны Гриффин остался в звании полковника регулярной армии и стал командовать 35-м пехотным полком. Он некоторое время командовал департаментом Мэн, а затем был послен в Галверстон, Техас. Там он служил при Филипе Шеридане в Бюро по освобождению.
Его назначили командующим 5-м военным дистриктом вместо Шеридана, и он собирался отправиться в Новый Орлеан, однако эпидемия желтой лихорадки в Галверстоне затронула и его, и Гриффин умер от этой болезни в сентябре 1867 года. Его похоронили на кладбище Оак-Хилл-Семетери в Вашингтоне.
В честь Гриффина в Техасе бы назван Форт Гриффин.